# Jóhan Hansen
Jóhan á Plógv Hansen, más conocido como Jóhan Hansen, (Tórshavn, 1 de mayo de 1994) es un jugador de balonmano danés-feroés que juega de extremo derecho en el SG Flensburg-Handewitt de la Bundesliga. Es internacional con la selección de balonmano de Dinamarca, aunque en sus inicios fue internacional con la selección sub-21 de las Islas Feroe.
Con la selección danesa ganó la medalla de oro en el Campeonato Mundial de Balonmano Masculino de 2019 y en el Campeonato Mundial de Balonmano Masculino de 2021.

## Palmarés

### Selección nacional
| Juegos Olímpicos   | Juegos Olímpicos             | Juegos Olímpicos  | Juegos Olímpicos |
| Año                | Lugar                        | Medalla           |                  |
| ------------------ | ---------------------------- | ----------------- | ---------------- |
| 2020               | Tokio                        | Medalla de plata  |                  |
| Campeonato Mundial |                              |                   |                  |
| Año                | Lugar                        | Medalla           |                  |
| 2019               | Alemania y Dinamarca         | Medalla de oro    |                  |
| 2021               | Egipto                       | Medalla de oro    |                  |
| 2023               | Polonia y Suecia             | Medalla de oro    |                  |
| 2025               | Croacia, Dinamarca y Noruega | Medalla de oro    |                  |
| Campeonato Europeo |                              |                   |                  |
| Año                | Lugar                        | Medalla           |                  |
| 2022               | Hungría y Eslovaquia         | Medalla de bronce |                  |
| 2024               | Alemania                     | Medalla de plata  |                  |

### Bjerringbro-Silkeborg
- Liga danesa de balonmano (1): 2016

### Flensburg
- Liga Europea de la EHF (1): 2024

## Clubes
| Club                   | País      | Año         |
| ---------------------- | --------- | ----------- |
| Skanderborg Håndbold   | Dinamarca | 2011 - 2015 |
| Bjerringbro-Silkeborg  | Dinamarca | 2015 - 2020 |
| TSV Hannover-Burgdorf  | Alemania  | 2020 - 2022 |
| SG Flensburg-Handewitt | Alemania  | 2022 - Act. |